# Marzahn-Nord

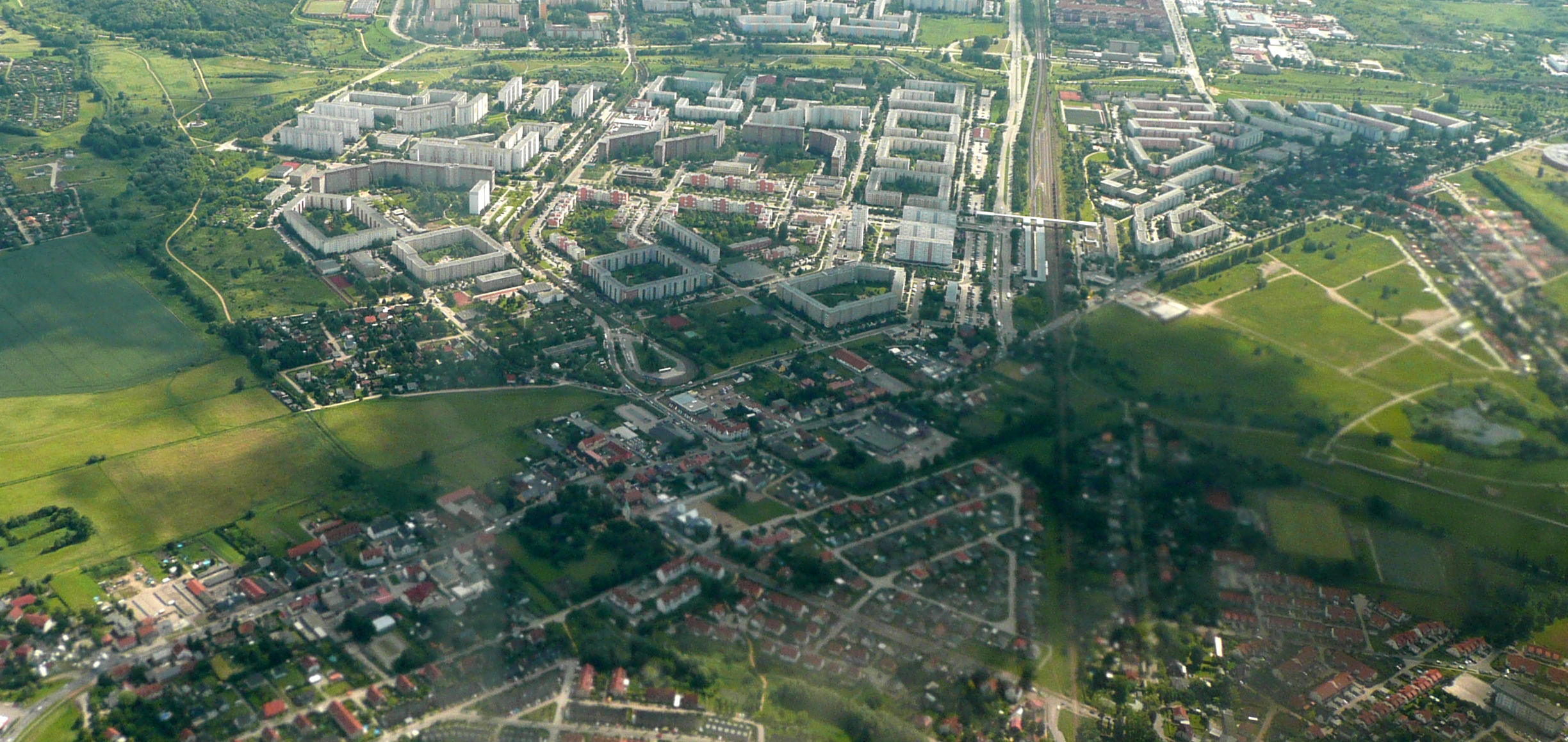
Blick auf das Dorf Ahrensfelde und Berlin-Ahrensfelde (Marzahn-Nord), rechts S-Bahnhof Ahrensfelde

Marzahn-Nord bezeichnet den nördlichen Teil des Berliner Ortsteils Marzahn im Bezirk Marzahn-Hellersdorf mit 22.341 Einwohnern (2007) und einer Fläche von 250,41 Hektar.
Im Volksmund besitzt die Ortslage auch den nicht-amtlichen Namen Berlin-Ahrensfelde. Ein Teil der in den 1980er Jahren entstandenen Wohnbebauung lag auf dem Gebiet der Gemeinde Ahrensfelde im damaligen Bezirk Frankfurt (Oder), wurde jedoch postalisch zu Berlin gezählt und gehörte faktisch zum ehemaligen Berliner Stadtbezirk Marzahn.
Im Zuge der deutschen Wiedervereinigung wurde das Gebiet offiziell nach Berlin umgegliedert. Der westlich der Wohnbebauung liegende Endhaltepunkt der Berliner S-Bahn befand sich bereits zuvor auf Berliner Territorium.

## Lage und Besonderheiten

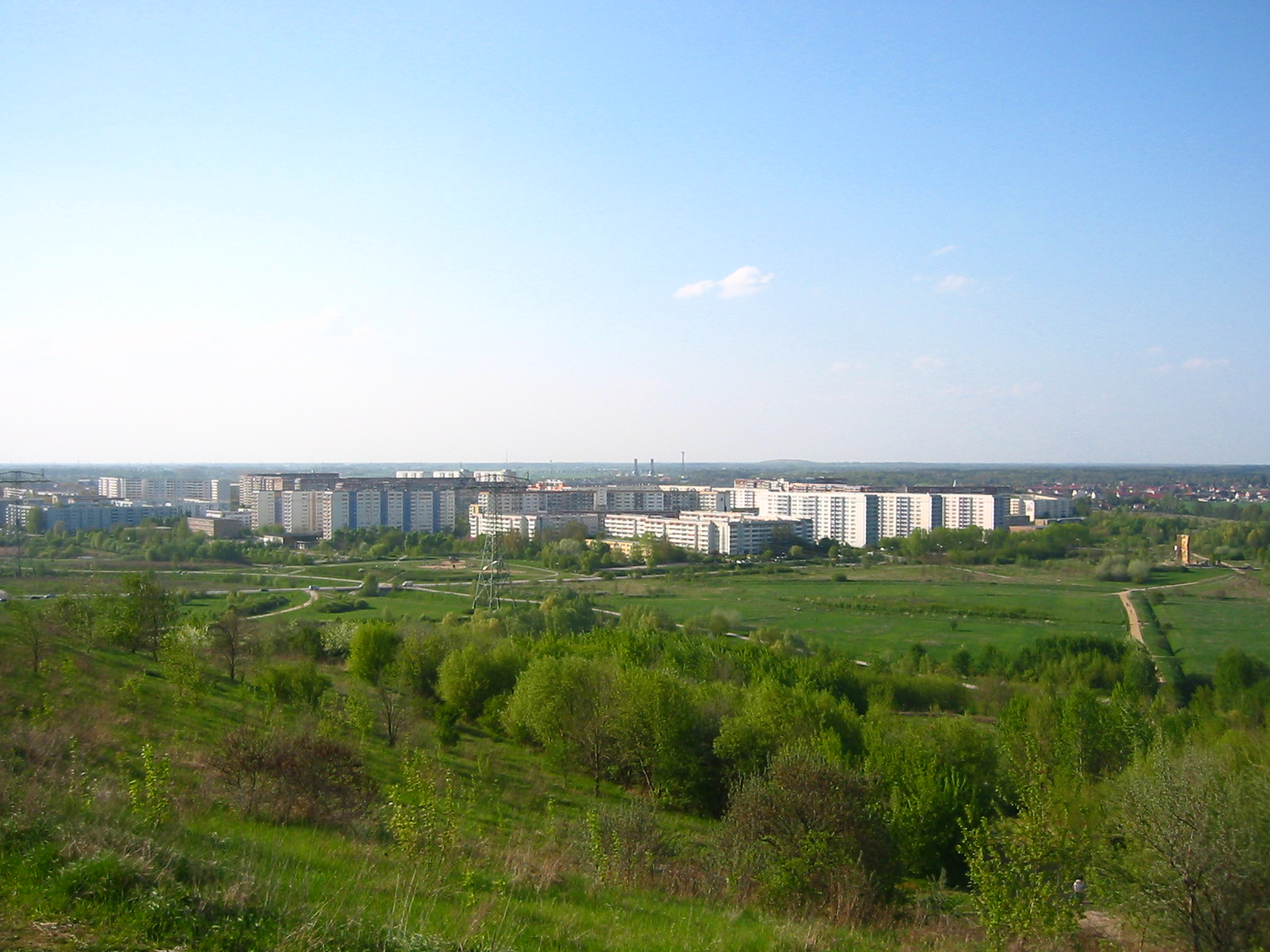
Blick auf Berlin-Ahrensfelde (Marzahn-Nord) von den Ahrensfelder Bergen

Das Gebiet erstreckt sich zwischen der Märkischen Allee im Westen, dem Seelgraben im Süden sowie der Gemeinde Ahrensfelde im Norden und Osten.

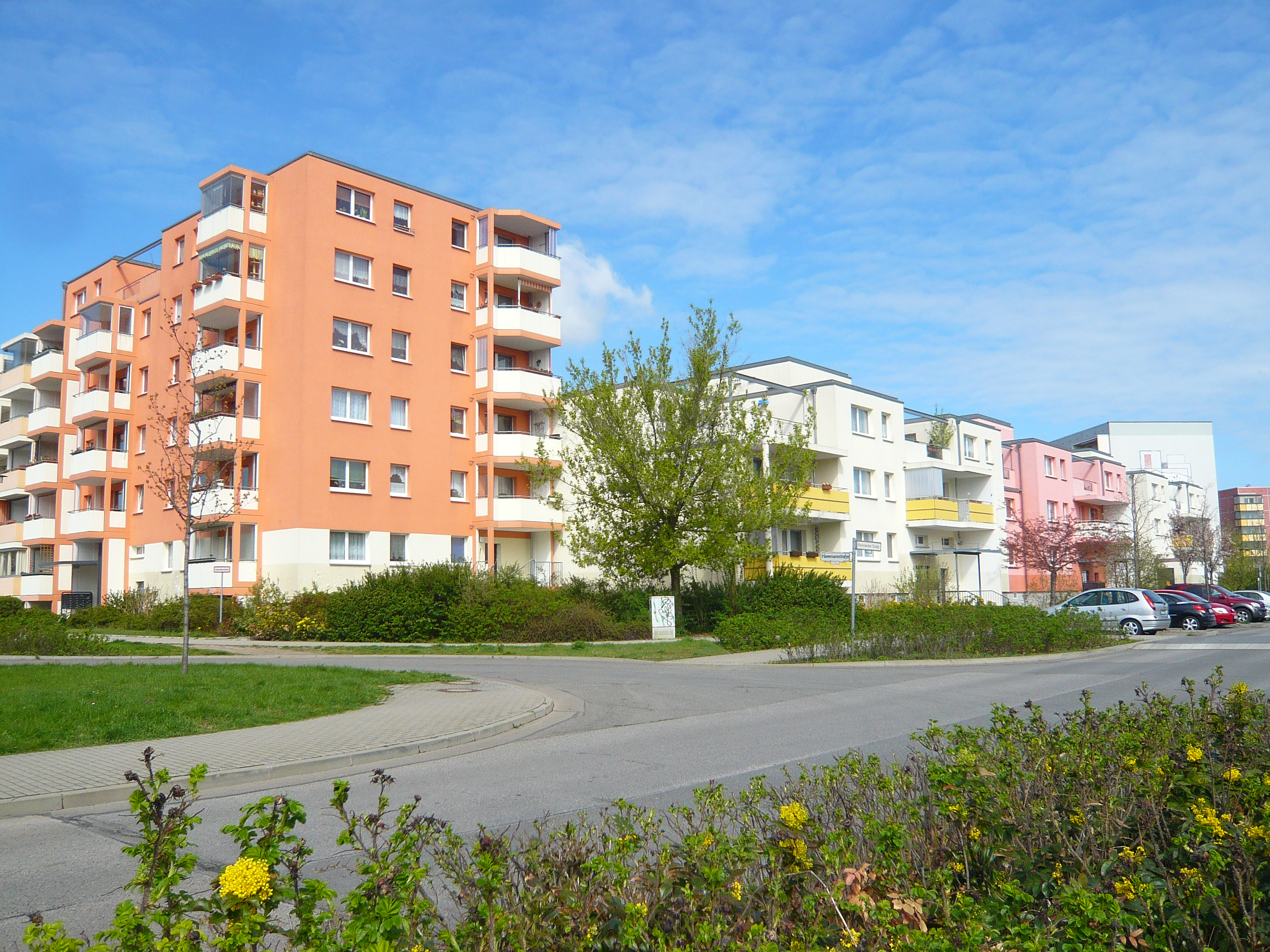
Teile der Ahrensfelder Terrassen in der Rosenbecker Straße

In den 2000er Jahren wurde das Gebiet über die Grenzen Berlins hinaus bekannt, durch das in der Fachwelt viel beachtete Projekt der Ahrensfelder Terrassen. Dort wurden in mehreren Straßen elfgeschossige Plattenbauten auf eine Höhe von drei bis sechs Stockwerken zurückgebaut und saniert. Die verbliebenen Wohnungen erhielten vollständig neue Zuschnitte, sodass nun eine große Vielfalt verfügbar ist. Gerade im Kontext der Diskussion um „schrumpfende Städte“ infolge von Deindustrialisierung und Migration (Abwanderung von Bevölkerungsteilen) fand das Projekt als eine bauliche Strategie viel Aufmerksamkeit unter Stadtplanern, Architekten und Geografen.